# Friedrich Michel (Politiker, 1843)
Friedrich Michel (* 15. Januar 1843 in Orbis; † 30. Oktober 1925 in Waldfischbach) war ein pfälzischer Jurist und bayerischer Landtagsabgeordneter.

## Politik
Michel war königlich-bayerischer Oberamtsrichter am Amtsgericht in Waldfischbach. Nach dem Tod von Philipp Schneider, der der Nationalliberalen Partei angehörte, rückte er am 29. September 1897 in die Kammer der Abgeordneten des Bayerischen Landtags nach. Bis zum Ende der 17. Wahlperiode des 32. Landtags (1893–1899) vertrat er den Wahlkreis Zweibrücken. Als Jurist gehörte Michel dort seit 16. Februar bzw. 8. Juni 1898 zwei Ausschüssen an, in denen er auch stellvertretender Schriftführer war:
- Ausschuss zur Berathung der Gesetzentwürfe, betr.
  - a) die Vorbereitung der Anlegung des Grundbuchs in den Landestheilen rechts des Rheins,[1]
  - b) das Unschädlichkeitszeugnis
- Ausschuss zur Berathung der durch die Einführung des Bürgerlichen Gesetzbuches veranlaßten Gesetzentwürfe.[2]